# 庫武爾科
15°6′30″N 90°37′50″W / 15.10833°N 90.63056°W
庫武爾科（西班牙語：Cubulco），是危地馬拉的城鎮，位於該國中部，由下維拉帕斯省負責管轄，面積444平方公里，海拔高度995米，2002年人口43,629，人口密度每平方公里98.29人。